# Charles Dickens Museum
Il Charles Dickens Museum (Museo Charles Dickens) è un museo dedicato al romanziere britannico Charles Dickens, situato a Londra, al numero 48 di Daughty Street, in una abitazione dove Dickens visse dal 25 marzo 1837 al dicembre 1839.

## La vita di Dickens nell'edificio
Il museo si trova in una tipica casa in stile georgiana, al 48 di Daughty Street nel distretto di Holborn, a Londra. Dickens vi si trasferì il 25 marzo 1837 (un anno dopo il suo matrimonio), per rimanervi fino al dicembre 1839, insieme alla moglie Catherine e ai tre maggiori dei suoi dieci figli. Inoltre, altre due delle figlie di Dickens, Mary e Kate Macready, ebbero qui i loro natali. Gli anni in cui l'autore occupò questa casa furono per lui molto fecondi anche dal punto di vista letterario: qui venne completato Il Circolo Pickwick (1836) e furono scritti interamente Oliver Twist (1838) e Nicholas Nickleby (1838–39); in questo periodo, inoltre, Dickens lavorò anche a Barnaby Rudge (1840–41). Dickens prese in affitto l'abitazione, che è l'unica "superstite" fra le residenze londinesi in cui egli abitò, per tre anni, a 80 sterline l'anno.
Mentre la famiglia Dickens abitava in questa casa, a essa si unirono anche il fratello minore dello scrittore, Frederick, e la sorella maggiore di Catherine, di 17 anni, Mary, che si trasferì da Furnival's Inn per offrire il suo aiuto alla sorella, recentemente sposata, e al cognato (per la sorella non maritata di una sposa non era insolito all'epoca vivere con la coppia di sposi). Dickens si affezionò notevolmente a Mary, che però morì tra le sue braccia dopo una breve malattia, nel 1837.  Mary continuò a "vivere" nei romanzi di Dickens, in alcuni dei quali il suo personaggio fu trasposto: in particolare, la morte di Nella ricorda quella della parente dell'autore.  Nel 1839 Dickens si trasferì in una casa di maggiori dimensioni, poiché la sua famiglia era cresciuta, il che coincidette con l'aumento della sua ricchezza, dovuto alla sua attività di romanziere.

## Il museo, il suo contenuto e la sua storia
Sviluppato su quattro piani, il museo contiene importanti dipinti, edizioni rare delle opere di Dickens, manoscritti, mobili originali e altri articoli relativi all'autore, alla sua vita e alle sue opere. Forse l'oggetto più pregiato in mostra è l'incompiuto ritratto dell'autore, Il sogno di Dickens di R.W. Buss (lo stesso che illustrò, fra l'altro, Il Circolo Pickwick). Il dipinto ritrae Dickens nel suo studio a Gads Hill Place attorniato da molti dei personaggi da lui creati.
L'edificio che ospita il Museo fu minacciato da una demolizione nel 1923, ma fu salvato dall'associazione Dickens Fellowship (fondata nel 1902) che lo acquistò sollevandolo dall'ipoteca che lo gravava e lo ristrutturò. Il museo fu aperto nel 1925, sotto la direzione di un trust indipendente; originariamente si chiamava "Dickens House Museum".